# Carlo Maria Bracorens di Savoiroux
Carlo Maria Bracorens di Savoiroux (Chambery, 19 marzo 1811 – 1876) è stato un nobile e generale italiano.

## Biografia
Carlo Maria Giuseppe Adriano Bernardo Bracorens di Savoiroux nacque a Chambery, in Savoia, nel 1811 e venne battezzato nella parrocchia locale di Saint Pierre di Lémenc, figlio terzogenito del conte Claude-Humbert Joseph Marie Ambrose e di sua moglie, Joséphine Marie Félicité Madeleine Françoise de Montfalcon. Sposò Antonietta Solaroli dalla quale ebbe cinque figli. Dopo aver completato gli studi militari, nel 1839 entrò come tenente nel reggimento Piemonte Reale, passando poi nel 1840 come tenente al Genova Cavalleria. Sei anni dopo venne promosso al rango di capitano, prendendo parte alla prima guerra d'indipendenza italiana. Nel 1849 ottenne la nomina a maggiore, venendo contestualmente trasferito nel Savoia Cavalleria. Nel 1850 venne promosso colonnello dei Cavalleggeri di Alessandria e prese parte alla guerra di Crimea dove si guadagnò la croce di cavaliere dell'Ordine militare di Savoia.
Promosso quindi maggiore generale nei primi mesi del 1859, combatté con tale grado nella seconda guerra d'indipendenza italiana, comandando la 2^ brigata della divisione di cavalleria del generale Bertone di Sambuy nel corso della battaglia di Magenta.
Nominato tenente generale, fu aiutante di campo di re Vittorio Emanuele II di Savoia e decise di optare per la cittadinanza italiana quando venne sottoscritta la cessione del ducato di Savoia e della contea di Nizza alla Francia nel 1860. Dai francesi ottenne anche la Legion d'onore per il ruolo avuto nella campagna militare in Italia. Prese parte alla battaglia di Custoza del 1866.